# ペンサコーラ・ブルーワフーズ
ペンサコーラ・ブルーワフーズ(Pensacola Blue Wahoos)は、MiLB、AA（ダブルA）サザンリーグ南地区所属の野球チーム。本拠地は フロリダ州ペンサコーラにあるアドミラル・フェターマン・フィールド。現在はMLBのマイアミ・マーリンズ傘下のチームとして活動している。

## 歴史
1959年、サウスカロライナ州のチャールストンにシカゴ・ホワイトソックスの傘下チームとして設立された。
1960年代に入るとチームは移転を繰り返し、最終的に落ち着いたのが1969年、ジョージア州コロンバスに移ってからだった。
コロンバスに移転後、ヒューストン・アストロズと提携。安定期に入る。その後20年間、ゴールデン・パークを本拠地として試合を行った。
1988年のシーズン終了後、新しくオーナーとなったスティーブ・ブライアントは、チーム名の変更に際して、シーズンチケットの保有者たちに向けてコンテストを行った。その結果、コロンバス・マドキャッツがチーム名として選ばれ、1989年から使用されることになった。
1991年に入り、ブライアントオーナーはチームをノースカロライナ州ゼブロン（ローリー郊外）に移転させた。同時にチーム名がカロライナ・マドキャッツに改名された。この際、偶然にもチーム名の最初のスペルがCのままだったため、チームロゴにあしらわれたナマズを取り囲むCの文字が変更されることはなかった。
チーム移転後は、1995年と2003年にリーグ優勝、2008年にも地区優勝を果たしている。
2012年、フロリダ州のペンサコーラに移転し、球団名もペンサコーラ・ブルーワフーズに改名して現在のチーム名となった。
2019年シーズンからはミネソタ・ツインズが提携球団となる。
2021年からはマイアミ・マーリンズの傘下。

## 過去の主な所属選手

### カロライナ・マドキャッツ時代
- ティム・ウェイクフィールド
- ブライアン・シャウス
- スコット・ブレット
- アンディ・バンスライク
- ジェフ・バニスター
- ジョン・リーバー
- トニー・ウォーマック
- エステバン・ロアイザ
- マーク・ジョンソン (内野手)
- ジェイソン・ケンドール
- ダン・ミセリ
- エルマー・デセンス
- ラモン・モレル
- ロン・ライト
- ダレル・ウィットモア
- マーク・スミス (外野手)
- フレディ・ガルシア (内野手)
- クリス・ベンソン
- エミル・ブラウン
- ジェイソン・フィリップス (投手)
- ブロンソン・アローヨ
- クレイグ・ウィルソン
- ホセ・マラベ
- フアン・ピエール
- ショーン・チャコーン
- ジェイソン・ジェニングス
- フアン・ウリーベ
- ジョシュ・バード
- ショーン・フィギンズ
- アーロン・クック
- ギャレット・アトキンス
- クリント・バームス
- マット・ホリデイ
- アーロン・スモール
- ジョシュ・ベケット
- ドントレル・ウィリス
- ミゲル・カブレラ
- クリス・アギーラ
- ジョシュ・ウィリンガム
- ランディ・メッセンジャー
- ウィルソン・バルデス
- ジョシュ・ウィルソン
- ジョー・ディロン
- ロナルド・ベリサリオ
- クリス・リーソップ
- スコット・オルセン
- ジョシュ・ジョンソン
- ジェレミー・ハーミッダ
- ロバート・アンディーノ
- アニバル・サンチェス
- アレハンドロ・デアザ
- エドガー・ゴンザレス (内野手)
- リック・バンデンハーク
- バーク・ベイデンホップ
- クリス・コグラン
- フアン・フランシスコ
- トラビス・ウッド
- ヨンダー・アロンソ
- トッド・フレイジャー
- ザック・コザート
- クリストファー・ネグロン
- デビン・メソラコ
- ブラッド・ボックスバーガー
- フレッド・ルイス
- ネフタリ・ソト

### ペンサコーラ・ブルーワフーズ時代
- トニー・シングラーニ
- ディディ・グレゴリウス
- ビリー・ハミルトン (1990年生の外野手)
- タッカー・バーンハート
- ミゲル・ロハス
- マイケル・ローレンゼン
- ジョナサン・ブロクストン
- マット・レイトス
- ティム・エーデルマン
- ジェシー・ウィンカー
- マーロン・バード
- ワンディ・ペラルタ
- ホーマー・ベイリー
- ブランドン・フィネガン